# Podział administracyjny Polski (1950–1956)
Podział administracyjny Polski w latach 1950–1956 – podział administracyjny Polski i następujące w związku z nim zmiany w okresie od 6 lipca 1950 do 31 grudnia 1956.
Okres ten charakteryzuje się dużymi zmianami w podziale administracyjnym państwa na wszystkich szczeblach. W ciągu sześciu i pół roku powołano 3 województwa i aż 85 powiatów, w tym powiat miejsko-uzdrowiskowy Otwock z podziałem na dzielnice (nie gminy). Zniesiono zaledwie 5 powiatów, połączono 2 powiaty miejskie, a 8 powiatów zmieniło przynależność wojewódzką. Dokonano też kilku zmian nazw województw i powiatów, m.in. Katowice i województwo katowickie dla uczczenia pamięci przywódcy ZSRR Józefa Stalina przejściowo zostały przemianowane – odpowiednio – na Stalinogród i województwo stalinogrodzkie.
W 1951 miała miejsce ostatnia zmiana granic Polski. W zamian za odstąpienie ZSRR rejonu w widłach Bugu i Sołokiji, Polska otrzymała rejon Ustrzyk Dolnych.
Najważniejszą zmianą podziału administracyjnego w rzeczonym okresie była wprowadzona w życie jesienią 1954 reforma najniższego szczebla administracji, a mianowicie zastąpienie gmin mniejszymi gromadami i wprowadzenie pośredniej między miastami a wsią kategorii osiedli. Struktura ta utrzymała się do końca 1972, z początkiem 1973 ustępując miejsca przywróconym gminom.

## Historia
1 kwietnia 1949 Polska administracyjnie dzieliła się na:
- 14 województw i 2 miasta wydzielone z województw (Warszawa i Łódź);
- 328 powiatów (w tym 57 miejskich);
- 699 miast i 2994 gminy.

6 lipca 1950 weszła w życie ustawa z dnia 28 czerwca 1950 r. o zmianach podziału administracyjnego Państwa, na mocy której utworzono trzy nowe województwa (koszalińskie, opolskie i zielonogórskie) – podnosząc liczbę jednostek stopnia wojewódzkiego do 19, zmieniono nazwy dwóch województw (śląskiego na katowickie, a pomorskiego na bydgoskie) oraz zmieniono przynależność wojewódzką ośmiu powiatów. Równocześnie utworzono powiaty miejskie w Koszalinie, Rzeszowie i Zielonej Górze.
W 1951 miała miejsce ostatnia zmiana terytorium Polski. Na podstawie umowy z dnia 15 lutego 1951 Polska wymieniła z ZSRR obszar o powierzchni 480 km² – w zamian za odstąpienie rejonu w widłach Bugu i Sołokiji z bogatymi złożami węgla kamiennego, otrzymała rejon Ustrzyk Dolnych z wyczerpanymi złożami ropy naftowej.
Jesienią 1954 zreformowano podział administracyjny wsi, wprowadzając w miejsce gmin gromady jako podstawowe jednostki administracyjne. Oficjalnym celem tej reformy było zbliżenie organów władzy państwowej do ludności wiejskiej; gminy były zbyt duże i ludne, co spowodowało niedostateczną kontrolę ludności nad działalnością gminnych rad narodowych. Tak więc z dniem 29 września 1954 w miejsce 2994 gmin utworzono 8789 gromad. Do 1972 ich liczba zmniejszyła się do 4315. Strukturę gromadzką zniesiono z początkiem 1973, przywracając podział obszarów wiejskich na gminy.
Równolegle z reformą gromadzką wprowadzono nową kategorię jednostek stopnia podstawowego, pośrednią między miastem a wsią – osiedla. Osiedla mogły być tworzone z miejscowości o zabudowie miejskiej, liczących co najmniej 1000 mieszkańców. Rozróżniano osiedla robotnicze (położone w pobliżu zakładów przemysłowych, w miejscowościach, gdzie co najmniej ⅔ ludności utrzymywało się z zajęć pozarolniczych), uzdrowiskowe (kuracjusze musieli stanowić co najmniej połowę osób przebywających w takich osiedlach w sezonie kuracyjnym) i rybackie (co najmniej ⅔ ludności utrzymującej się z rybołówstwa). Pierwsze osiedla utworzono 13 listopada 1954, a ostatnie 30 czerwca 1963. W sumie istniały 162 osiedla. Koncepcję osiedli zarzucono z początkiem 1973.
31 grudnia 1956 obszar państwa podzielony był na 17 województw (plus dwa miasta wydzielone), które dzieliły się na 400 powiatów (w tym 79 miejskich), te zaś – na 729 miast, 86 osiedli i 8759 gromad.
Z początkiem 1957 miasta Kraków, Poznań i Wrocław wydzielono z województw jako województwa miejskie, zwiększając liczbę jednostek administracyjnych najwyższego szczebla do 22.

### Ważniejsze zmiany administracyjne
- 1 stycznia 1951:
  - zniesiono powiat bialski (w województwie krakowskim)[15],
  - utworzono powiat oświęcimski[15] oraz powiat miejski w Rybniku[16],
  - powiaty miejskie Bielsko i Biała Krakowska połączono w jeden powiat miejski Bielsko-Biała[15],
  - przemianowano powiat babimojski na powiat sulechowski z przeniesieniem siedziby z Babimostu do Sulechowa[17];
- 1 kwietnia 1951[18]:
  - zniesiono powiaty bytomski, dobrodzieński i katowicki,
  - utworzono powiaty miejskie w Czeladzi, Mysłowicach, Nowym Bytomiu, Rudzie, Siemianowicach Śląskich, Szopienicach i Świętochłowicach;
- 14 kwietnia 1951 utworzono powiaty miejskie w Brzegu, Chełmie, Cieszynie, Lesznie, Nowym Sączu, Ostrowcu Świętokrzyskim, Ostrowie Wielkopolskim, Pabianicach, Pruszkowie, Przemyślu, Tarnowie, Zakopanem i Zgierzu[19];
- 1 lipca 1951 przemianowano powiat morski na powiat wejherowski[20];
- 1 stycznia 1952 utworzono powiat ustrzycki[21], głównie z terenów nabytych od ZSRR w ramach umowy o zmianie granic z 15 lutego 1951[22]; równocześnie okrojono powiaty hrubieszowski i tomaszowski o obszar wielkości 480 km², który na mocy tejże umowy wcielono do ZSRR;
- 1 lipca 1952:
  - zniesiono powiat warszawski[23],
  - utworzono powiaty kłobucki[24], nowodworski (mazowiecki)[23], piaseczyński[23], pruszkowski[23], siemiatycki[25], powiat miejsko-uzdrowiskowy Otwock (podzielony na dzielnice, a nie gminy)[23] oraz powiaty miejskie w Starachowicach, Tczewie i Zamościu[26],
  - przemianowano powiat radzymiński na powiat wołomiński z przeniesieniem siedziby z Radzymina do Wołomina[23];
- 9 marca 1953 dla uczczenia pamięci przywódcy ZSRR Józefa Stalina przemianowano województwo katowickie na województwo stalinogrodzkie, a powiat miejski Katowice na Stalinogród[27];
- 24 kwietnia 1953 przemianowano powiat kożuchowski na powiat nowosolski z przeniesieniem siedziby z Kożuchowa do Nowej Soli[28];
- 1 lipca 1953 roku utworzono powiat miejski w Stalowej Woli[29];
- 1 stycznia 1954 utworzono powiaty hajnowski[30] i nowodworski (gdański)[31] oraz powiat miejski w Skarżysku-Kamiennej[32];
- 1 kwietnia 1954 utworzono powiat moniecki[33];
- 1 października 1954 utworzono powiaty goleniowski[34], lubski[35], noworudzki[36], ostrzeszowski[37], proszowicki[38], pucki[39], radymniański[40], staszowski[41], strzyżowski[42], szydłowiecki[43], świdwiński[44], tyski[45], wodzisławski[46] i zwoleński[47];
- 13 listopada 1954 utworzono powiaty łapski[48], opolsko-lubelski[49], parczewski[50], wieruszowski[51] i zambrowski[52];
- 1 stycznia 1956 utworzono powiaty bełchatowski[53], bełżycki[54], białobrzeski[55], bychawski[54], chmielnicki[55], dąbrowski (białostocki)[56], golubsko-dobrzyński[57], janowski[54], kazimierski[55], krapkowicki[58], leżajski[59], lipski[55], łosicki[60], myszkowski[61], pajęczański[53], pleszewski[62], poddębicki[53], przysuski[55], radziejowski[57], ropczycki[59], rycki[60], sejneński[56], słupecki[62], suski[63], wyszkowski[60] i żuromiński[60] oraz powiat miejski w Tychach[64];
- 20 marca 1956 utworzono powiat miejski w Jaworznie[65];
- 1 lipca 1956 utworzono powiat miejski w Zduńskiej Woli[66];
- 20 grudnia 1956 Katowicom i województwu katowickiemu przywrócono dawne nazwy[67].

## Województwa (1956)
| Województwo     | Powierzchnia (km²) | Liczba ludności 31 XII 1956 | Liczba ludności 31 XII 1956 |
| Województwo     | Powierzchnia (km²) | ogółem (tys.)               | na km²                      |
| --------------- | ------------------ | --------------------------- | --------------------------- |
| białostockie    | 23 168             | 1059                        | 46                          |
| bydgoskie       | 20 765             | 1611                        | 78                          |
| gdańskie        | 10 917             | 1126                        | 103                         |
| katowickie      | 9484               | 3096                        | 326                         |
| kieleckie       | 19 382             | 1786                        | 92                          |
| koszalińskie    | 17 914             | 648                         | 36                          |
| krakowskie      | 15 550             | 2417                        | 155                         |
| lubelskie       | 24 869             | 1744                        | 70                          |
| łódzkie         | 17 176             | 1586                        | 92                          |
| Łódź miasto     | 212                | 682                         | 3216                        |
| olsztyńskie     | 20 986             | 839                         | 40                          |
| opolskie        | 9509               | 896                         | 94                          |
| poznańskie      | 26 964             | 2298                        | 85                          |
| rzeszowskie     | 18 685             | 1565                        | 84                          |
| szczecińskie    | 12 737             | 683                         | 54                          |
| Warszawa miasto | 427                | 1023                        | 2395                        |
| warszawskie     | 29 421             | 2278                        | 77                          |
| wrocławskie     | 19 046             | 2028                        | 107                         |
| zielonogórskie  | 14 518             | 705                         | 49                          |
| Polska          | 311 730            | 28 070                      | 90                          |

## Podział administracyjny według stanu na 6 lipca 1950
Źródło danych: Rocznik Statystyczny 1950. Warszawa: Główny Urząd Statystyczny, 1951, s. 12-14.

### Województwa
| Województwo     | Powiaty | Powiaty        | Miasta | Gminy |
| Województwo     | ogółem  | w tym miejskie | Miasta | Gminy |
| --------------- | ------- | -------------- | ------ | ----- |
| białostockie    | 13      | 1              | 32     | 131   |
| bydgoskie       | 24      | 5              | 56     | 189   |
| gdańskie        | 15      | 4              | 24     | 111   |
| katowickie      | 24      | 11             | 40     | 190   |
| kieleckie       | 14      | 2              | 27     | 229   |
| koszalińskie    | 14      | 2              | 33     | 121   |
| krakowskie      | 17      | 2              | 43     | 190   |
| lubelskie       | 15      | 1              | 24     | 215   |
| łódzkie         | 14      | 2              | 35     | 194   |
| Łódź miasto     | 3       | 3              | 1      | nd.   |
| olsztyńskie     | 20      | 1              | 34     | 161   |
| opolskie        | 16      | 3              | 27     | 136   |
| poznańskie      | 30      | 4              | 97     | 231   |
| rzeszowskie     | 18      | 1              | 39     | 166   |
| szczecińskie    | 13      | 1              | 38     | 104   |
| Warszawa miasto | 6       | 6              | 1      | nd.   |
| warszawskie     | 24      | 3              | 49     | 285   |
| wrocławskie     | 31      | 5              | 69     | 222   |
| zielonogórskie  | 19      | 2              | 35     | 118   |
| Polska          | 330     | 59             | 704    | 2993  |

### Powiaty według województw

#### Województwo białostockie
1. augustowski
2. białostocki
3. Białystok (miejski)
4. bielski
5. ełcki
6. gołdapski
7. grajewski
8. kolneński
9. łomżyński
10. olecki
11. sokólski
12. suwalski
13. wysokomazowiecki

#### Województwo bydgoskie
1. aleksandrowski
2. brodnicki
3. bydgoski
4. Bydgoszcz (miejski)
5. chełmiński
6. chojnicki
7. Grudziądz (miejski)
8. grudziądzki
9. Inowrocław (miejski)
10. inowrocławski
11. lipnowski
12. mogileński
13. rypiński
14. sępoleński
15. szubiński
16. świecki
17. Toruń (miejski)
18. toruński
19. tucholski
20. wąbrzeski
21. Włocławek (miejski)
22. włocławski
23. wyrzyski
24. żniński

#### Województwo gdańskie
1. Elbląg (miejski)
2. elbląski
3. Gdańsk (miejski)
4. gdański
5. Gdynia (miejski)
6. kartuski
7. kościerski
8. kwidzyński
9. lęborski
10. malborski
11. morski
12. Sopot (miejski)
13. starogardzki
14. sztumski
15. tczewski

#### Województwo katowickie
1. Będzin (miejski)
2. będziński
3. bielski
4. Bielsko (miejski)
5. Bytom (miejski)
6. bytomski
7. Chorzów (miejski)
8. cieszyński
9. Częstochowa (miejski)
10. częstochowski
11. Dąbrowa Górnicza (miejski)
12. dobrodzieński
13. Gliwice (miejski)
14. gliwicki
15. Katowice (miejski)
16. katowicki
17. lubliniecki
18. pszczyński
19. rybnicki
20. Sosnowiec (miejski)
21. tarnogórski
22. Zabrze (miejski)
23. zawierciański
24. Zawiercie (miejski)

#### Województwo kieleckie
1. buski
2. iłżecki
3. jędrzejowski
4. Kielce (miejski)
5. kielecki
6. konecki
7. kozienicki
8. opatowski
9. opoczyński
10. pińczowski
11. Radom (miejski)
12. radomski
13. sandomierski
14. włoszczowski

#### Województwo koszalińskie
1. białogardzki
2. bytowski
3. człuchowski
4. drawski
5. kołobrzeski
6. Koszalin (miejski)
7. koszaliński
8. miastecki
9. sławieński
10. Słupsk (miejski)
11. słupski
12. szczecinecki
13. wałecki
14. złotowski

#### Województwo krakowskie
1. Biała Krakowska (miejski)
2. bialski
3. bocheński
4. brzeski
5. chrzanowski
6. dąbrowski
7. krakowski
8. Kraków (miasto)
9. limanowski
10. miechowski
11. myślenicki
12. nowosądecki
13. nowotarski
14. olkuski
15. tarnowski
16. wadowicki
17. żywiecki

#### Województwo lubelskie
1. bialski
2. biłgorajski
3. chełmski
4. hrubieszowski
5. krasnostawski
6. kraśnicki
7. lubartowski
8. lubelski
9. Lublin (miejski)
10. łukowski
11. puławski
12. radzyński
13. tomaszowski
14. włodawski
15. zamojski

#### Województwo łódzkie
1. brzeziński
2. kutnowski
3. łaski
4. łęczycki
5. łowicki
6. łódzki
7. piotrkowski
8. Piotrków Trybunalski (miejski)
9. radomszczański
10. rawski
11. sieradzki
12. skierniewicki
13. Tomaszów Mazowiecki (miejski)
14. wieluński

#### Łódź
1. Łódź-Południe
2. Łódź-Północ
3. Łódź-Śródmieście

#### Województwo olsztyńskie
1. bartoszycki
2. braniewski
3. działdowski
4. giżycki
5. iławecki
6. kętrzyński
7. lidzbarski
8. morąski
9. mrągowski
10. nidzicki
11. nowomiejski
12. Olsztyn (miejski)
13. olsztyński
14. ostródzki
15. pasłęcki
16. piski
17. reszelski
18. suski
19. szczycieński
20. węgorzewski

#### Województwo opolskie
1. brzeski
2. głubczycki
3. grodkowski
4. kluczborski
5. kozielski
6. namysłowski
7. niemodliński
8. Nysa (miejski)
9. nyski
10. oleski
11. Opole (miejski)
12. opolski
13. prudnicki
14. raciborski
15. Racibórz (miejski)
16. strzelecki

#### Województwo poznańskie
1. chodzieski
2. czarnkowski
3. Gniezno (miejski)
4. gnieźnieński
5. gostyński
6. jarociński
7. kaliski
8. Kalisz (miejski)
9. kępiński
10. kolski
11. koniński
12. kościański
13. krotoszyński
14. leszczyński
15. międzychodzki
16. nowotomyski
17. obornicki
18. ostrowski
19. pilski
20. Piła (miejski)
21. Poznań (miejski)
22. poznański
23. rawicki
24. szamotulski
25. średzki
26. śremski
27. turecki
28. wągrowiecki
29. wolsztyński
30. wrzesiński

#### Województwo rzeszowskie
1. brzozowski
2. dębicki
3. gorlicki
4. jarosławski
5. jasielski
6. kolbuszowski
7. krośnieński
8. leski
9. lubaczowski
10. łańcucki
11. mielecki
12. niżański
13. przemyski
14. przeworski
15. rzeszowski
16. Rzeszów (miejski)
17. sanocki
18. tarnobrzeski

#### Województwo szczecińskie
1. chojeński
2. choszczeński
3. gryficki
4. gryfiński
5. kamieński
6. łobeski
7. myśliborski
8. nowogardzki
9. pyrzycki
10. stargardzki
11. Szczecin (miejski)
12. szczeciński
13. woliński

#### Warszawa
1. Warszawa-Południe
2. Warszawa-Północ
3. Warszawa-Praga Południe
4. Warszawa-Praga Północ
5. Warszawa-Śródmieście
6. Warszawa-Zachód

#### Województwo warszawskie
1. ciechanowski
2. garwoliński
3. gostyniński
4. grodziskomazowiecki
5. grójecki
6. makowski
7. miński
8. mławski
9. ostrołęcki
10. ostrowski
11. Płock (miejski)
12. płocki
13. płoński
14. przasnyski
15. pułtuski
16. radzymiński
17. Siedlce (miejski)
18. siedlecki
19. sierpecki
20. sochaczewski
21. sokołowski
22. warszawski
23. węgrowski
24. Żyrardów (miejski)

#### Województwo wrocławskie
1. bolesławiecki
2. bystrzycki
3. dzierżoniowski
4. górowski
5. jaworski
6. Jelenia Góra (miejski)
7. jeleniogórski
8. kamiennogórski
9. kłodzki
10. Legnica (miejski)
11. legnicki
12. lubański
13. lubiński
14. lwówecki
15. milicki
16. oleśnicki
17. oławski
18. strzeliński
19. sycowski
20. średzki
21. Świdnica (miejski)
22. świdnicki
23. trzebnicki
24. Wałbrzych (miejski)
25. wałbrzyski
26. wołowski
27. Wrocław (miejski)
28. wrocławski
29. ząbkowicki
30. zgorzelecki
31. złotoryjski

#### Województwo zielonogórskie
1. babimojski
2. głogowski
3. gorzowski
4. Gorzów Wielkopolski (miejski)
5. gubiński
6. kożuchowski
7. krośnieński
8. międzyrzecki
9. rzepiński
10. skwierzyński
11. strzelecki
12. sulęciński
13. szprotawski
14. świebodziński
15. wschowski
16. Zielona Góra (miejski)
17. zielonogórski
18. żagański
19. żarski

## Wybrana bibliografia
- Andrzej Gawryszewski: Ludność Polski w XX wieku. Warszawa: Polska Akademia Nauk – Instytut Geografii i Przestrzennego Zagospodarowania im. Stanisława Leszczyckiego, 2005, seria: Monografie. ISBN 83-87954-66-7. ISSN 1643-2312.